# Рид, Роберт (штурман)
Роберт Рид (англ. Robert Reid; 17 февраля 1966) — британский раллийный штурман, чемпион мира по ралли 2001 года, вице-чемпион мира по ралли 1999 и 2000 годов.
С 1991 по 2003 год выступал в одном экипаже с Ричардом Бёрнсом, после преждевременной смерти последнего Рид завершил свою автоспортивную карьеру и перешел на административную работу. Занимал различные должности как в автоспортивной федерации Великобритании, так и в Международной автомобильной федерации. С 2021 по 2025 год являлся  вице-президентом FIA по спорту.

## Карьера
Впервые принял участие в раллийных соревнованиях в 1984 году на одном из этапов чемпионата Шотландии по ралли. В течение следующих семи лет Роберт регулярно участвовал в различных ралли по всей Великобритании. Он был штурманом у целого ряда известных британских пилотов, таких как Колин Макрей, Алистер Макрей и Робби Хед.
В 1991 году произошло его знакомство с молодым перспективным пилотом Ричардом Бёрнсом, плодотворное сотрудничество с которым продлится 12 лет. В том же году Роберт дебютировал в чемпионате мира на Ралли Великобритании, где экипаж занял 16 место. Уже в следующем сезоне они впервые получили зачётные баллы на домашнем этапе, заняв 7 место. А в 1993 году стали чемпионами Великобритании по ралли на Subaru Legacy RS (Бёрнс стал самым молодым чемпионом Великобритании в возрасте 22 лет). В течение следующих двух лет экипаж принимал участие не только в отдельных гонках чемпионата мира, но и в Азиатско-Тихоокеанском чемпионате. На Ралли Великобритании 1995 года Ричард и Роберт завоевали свой первый подиум мирового первенства.
В 1996-99 годах экипаж выступал за команду Mitsubishi Ralliart, результаты которой улучшались с каждым годом. Росли результаты и самих спортсменов, в результате чего увеличивалось количество этапов, на которых команда выставляла их экипаж (4 этапа в 1996 году, 8 — в 1997, полный сезон в 1998 году). В 1997 году они пять раз завершили гонку на четвёртом месте и впервые завоевали второе место на Ралли Сафари. В следующем году пришли и первые победы: на Ралли Сафари и на Ралли Великобритании.
Следующие три сезона экипаж провел в составе команды Subaru World Rally Team и эти три года стали наиболее успешными для британцев. Они дважды стали вице-чемпионами в 1999 и 2000 годах, а также завоевали долгожданный титул в 2001 году. Самое интересное, что статистически 1999 и 2000 годы были для них более успешными, но сезон 2001 года был одним из самых близких в плане результатов ведущих пилотов и имея всего лишь одну победу, но целую россыпь подиумов, победа досталась с преимуществом всего лишь в два очка британскому экипажу.
В 2002 году новоиспеченные чемпионы вновь поменяли команду, теперь это была Peugeot, в пару к Маркусу Гронхольму и Жилю Паницци. Но на этот раз переход был не столь удачным и экипаж занял по итогам года лишь пятое место (при том, что Гронхольм стал чемпионом мира). Также впервые за пять лет они не завоевали ни одной победы. Результаты в 2003 году были уже заметно лучше: хотя за год экипаж так и не смог добыть победы на этапе, но семь подиумов и малое количество сходов позволили Ричарду и Роберту к финальному этапу оставаться претендентами на титул (они уступали всего лишь пять очков Себастьену Лёбу и Карлосу Сайнсу и четыре Петтеру Сольбергу).
Но на Ралли Великобритании во время прохождения одного из спецучастков Ричард Бёрнс внезапно потерял сознание и экипаж был снят с соревнований. После медицинского обследования англичанину был поставлен страшный диагноз — злокачественная опухоль головного мозга (астроцитома). Рид не стал участвовать в соревнованиях с другим пилотом, проводя несколько дней в неделю в больнице со своим другом. 25 ноября 2005 года Ричард умер в возрасте 34 лет.
С тех пор Роберт Рид лишь единожды принимал участие в раллийных соревнованиях: это было мемориальное ралли в честь Ричарда Бёрнса в 2008 году, где Рид выступал в паре с эстонцем Маркко Мартином (который также прекратил соревновательную карьеру после гибели своего напарника Майкла Парка в 2005 году). Также в 2007 году с Ридом связывался Колин Макрей по вопросу потенциального сотрудничества, но за неделю до запланированных тестов шотландец погиб в авиакатастрофе.
Закончив свою спортивную карьеру, Рид тем не менее не покинул автоспорт и перешел на административную работу. Несколько лет он работал в Федерации автоспорта Великобритании, где курировал программы по поиску молодых талантов. В дальнейшем он получил повышение и перешел на руководящие роли уже в Международной автомобильной федерации (например, курировал работу стюардов чемпионата мира по ралли и был председателем Международной комиссии по пересмотру спортивного регламента). В 2021 году он стал заместителем президента FIA Моххамеда Бин Сулайема.

## Результаты в чемпионате мира по ралли
С 1991 по 1994 годы экипаж принял участие в 6 этапах и дважды закончил гонку в очках (7 место на Ралли Великобритании 1993 и пятое на Ралли Сафари 1994).
| Год  | Команда                     | Автомобиль                 | 1        | 2      | 3        | 4        | 5        | 6        | 7        | 8        | 9        | 10    | 11       | 12       | 13       | 14       | Место | Очки |
| ---- | --------------------------- | -------------------------- | -------- | ------ | -------- | -------- | -------- | -------- | -------- | -------- | -------- | ----- | -------- | -------- | -------- | -------- | ----- | ---- |
| 1995 | 555 Subaru World Rally Team | Subaru Impreza 555         |          |        | ПОР 7    |          | НЗЛ Сход |          |          | ВЕЛ 3    |          |       |          |          |          |          | 9     | 16   |
| 1996 | Mitsubishi Ralliart         | Mitsubishi Lancer Evo III  |          |        | ИНД Сход |          | АРГ 4    |          | АВС 5    |          | ИСП Сход |       |          |          |          |          | 9     | 18   |
| 1997 | Mitsubishi Ralliart         | Mitsubishi Lancer Evo IV   |          |        | КЕН 2    | ПОР Сход |          |          | АРГ Сход | ГРЕ 4    | НЗЛ 4    |       | ИНД 4    |          | АВС 4    | ВЕЛ 4    | 7     | 21   |
| 1998 | Mitsubishi Ralliart         | Mitsubishi Lancer Evo IV-V | МОН 5    | ШВЕ 15 | КЕН 1    | ПОР 4    | ИСП 4    | ФРА Сход | АРГ 4    | ГРЕ Сход | НЗЛ 9    | ФИН 5 | ИТА 7    | АВС Сход | ВЕЛ 1    |          | 6     | 33   |
| 1999 | Subaru World Rally Team     | Subaru Impreza WRC99       | МОН 8    | ШВЕ 5  | КЕН Сход | ПОР 4    | ИСП 5    | ФРА 7    | АРГ 2    | ГРЕ 1    | НЗЛ Сход | ФИН 2 | КИТ 2    | ИТА Сход | АВС 1    | ВЕЛ 1    | 2     | 55   |
| 2000 | Subaru World Rally Team     | Subaru Impreza WRC99-00    | МОН Сход | ШВЕ 5  | КЕН 1    | ПОР 1    | ИСП 2    | АРГ 1    | ГРЕ Сход | НЗЛ Сход | ФИН Сход | КИП 4 | ФРА 4    | ИТА Сход | АВС 2    | ВЕЛ 1    | 2     | 60   |
| 2001 | Subaru World Rally Team     | Subaru Impreza WRC2001     | МОН Сход | ШВЕ 16 | ПОР 4    | ИСП 7    | АРГ 2    | КИП 2    | ГРЕ Сход | КЕН Сход | ФИН 2    | НЗЛ 1 | ИТА Сход | ФРА 4    | АВС 2    | ВЕЛ 3    | 1     | 44   |
| 2002 | Peugeot Total               | Peugeot 206 WRC            | МОН 8    | ШВЕ 4  | ФРА 3    | ИСП 2    | КИП 2    | АРГ ДСК  | ГРЕ Сход | КЕН Сход | ФИН 2    | ГЕР 2 | ИТА 4    | НЗЛ Сход | АВС Сход | ВЕЛ Сход | 5     | 34   |
| 2003 | Marlboro Peugeot Total      | Peugeot 206 WRC            | МОН 5    | ШВЕ 3  | ТУР 2    | НЗЛ 2    | АРГ 3    | ГРЕ 4    | КИП Сход | ГЕР 3    | ФИН 3    | АВС 3 | ИТА 7    | ФРА 8    | ИСП Сход | ВЕЛ      | 4     | 58   |